# Canal de relaves Colón-Carén

Esquema del trayecto entre Colón y Carén.

El canal de relaves Colón-Carén, a veces llamado canal de relaves División El Teniente es un canal artificial de 87 km de longitud construido para el traslado de los relaves desde la planta concentradora Colón hasta el embalse de relaves Carén.
Aunque no pertenece al proceso de producción del cobre, su importancia radica en que tras máximo 30 días, probablemente menos, la producción debería ser disminuída o detenida ya sea por falta de espacio para acopiar los desechos en la concentradora de cobre o por daños a otras actividades humanas y económicas (salud, ambientales, agrícolas, caminos, turismo, etc.) debido al vertido de desechos en la cuenca superior del río Rapel.: 5 (Browser) 
Pertenece a la cuenca del río Rapel, la número 060 del inventario de cuencas de Chile.

## Trayecto
Se inicia en la concentradora Colón, pasa por los embalses de relave Barahona I y Barahona II y continúa hacia el sur más o menos paralelo a la carretera del cobre, cruza el río Cachapoal cerca de Sauzal para llegar a la laguna Cauquenes (también un embalse de relaves), cruza otra vez el río Cachapoal, esta vez hacia el norte para llegar inmediatamente a la periferia sur de la ciudad de Rancagua desde donde continúa hacia el oeste hasta cerca de Doñihue para tornar hacia el norte y llegar finalmente al embalse Carén.
El canal es de hormigón de dimensiones interiores de 1,4 m x 1,4 m  y su caudal llega normalmente a una altura aproximada de 50 cm y una capacidad de transporte de hasta capacidad máxima de 3.5 m³/s.: 13 
Para el primer cruce del río Cachapoal se realiza mediante un sifón que primero genera la presión necesaria acumulando el relave viscoso en una torre de carga de 20,58 m de altura.
El canal incluye entre otros cajones de traspaso, cajones disipadores, cascadas, puentes metálicos, puentes de hormigón, sifones y túneles entre las que destacan:
| Cascada N º | Largo (m) | Pendiente Promedio | Elevación Superior | Elevación Inferior | Ubicación (km) |
| ----------- | --------- | ------------------ | ------------------ | ------------------ | -------------- |
| 1           | 631       | 20.85 %            | 1735.17            | 1614.87            | 4.5            |
| 2           | 700       | 39.09 %            | 1505.31            | 1252.65            | 12.5           |
| 3           | 39        | 37.62 %            | 1235.58            | 1222.25            | 14.2           |
| 4           | 230       | 37.94 %            | 1203.30            | 1118.83            | 16.0           |
| 5           | 129       | 23.85 %            | 1013.01            | 978.34             | 25.6           |
| 6           | 106       | 46.39 %            | 930.42             | 872.55             | 31.3           |
| 7           | 44        | 50.37 %            | 865.20             | 846.28             | 31.6           |
| 8           | 178       | 31.86 %            | 707.30             | 664.64             | 38.2           |

| Nombre      | Largo (m) | Ubicación (km) |
| ----------- | --------- | -------------- |
| La Paula    | 444       | 17.2           |
| Las Garzas  | 432       | 18.4           |
| Lingue      | 500       | 29.3           |
| Sauzal      | 463       | 29.8           |
| Ballico     | 320       | 60.8           |
| Puntilla    | 266       | 67.2           |
| Tren – Tren | 429       | 68.1           |
| Rinconino   | 328       | 69.0           |
| Doñihue     | 1940      | 73.6           |
| Carén       | 9292      | 86.0           |

Para su revisión periódica se utiliza un robot que recorre los 85 km.

## Caudal
El caudal del canal en el sifón debe ser por condiciones técnicas de entre 1,0 y 2,3 m³/s con un porcentaje en peso de sólidos de entre 30% y 55%.: 7 (Browser) 

## Desvíos de emergencia
En caso de la imposibilidad de llevar los relaves hasta Carén, se han dispuesto (1999) desvíos temporales en el embalse Colihues (6 meses), pozos Ballico (20 días), Lo Miranda (6 horas) y Doñihue (6 horas).: 7 (Browser) 

## Incidente por acción maliciosa de terceros
El 19 de octubre de 2016 se descubrió que 19 de las lozas que protegen la parte superior del canal habían sido arrancadas y arrojadas al cauce. Dos de las lozas provocaron un rebose que afecto un camino local y un canal de regadío. Además se debió desviar los relaves al embalse Colihues, vecino al embalse Cauquenes y se disminuyó la producción de la planta Colón.